# Pfarrhaus Scuol

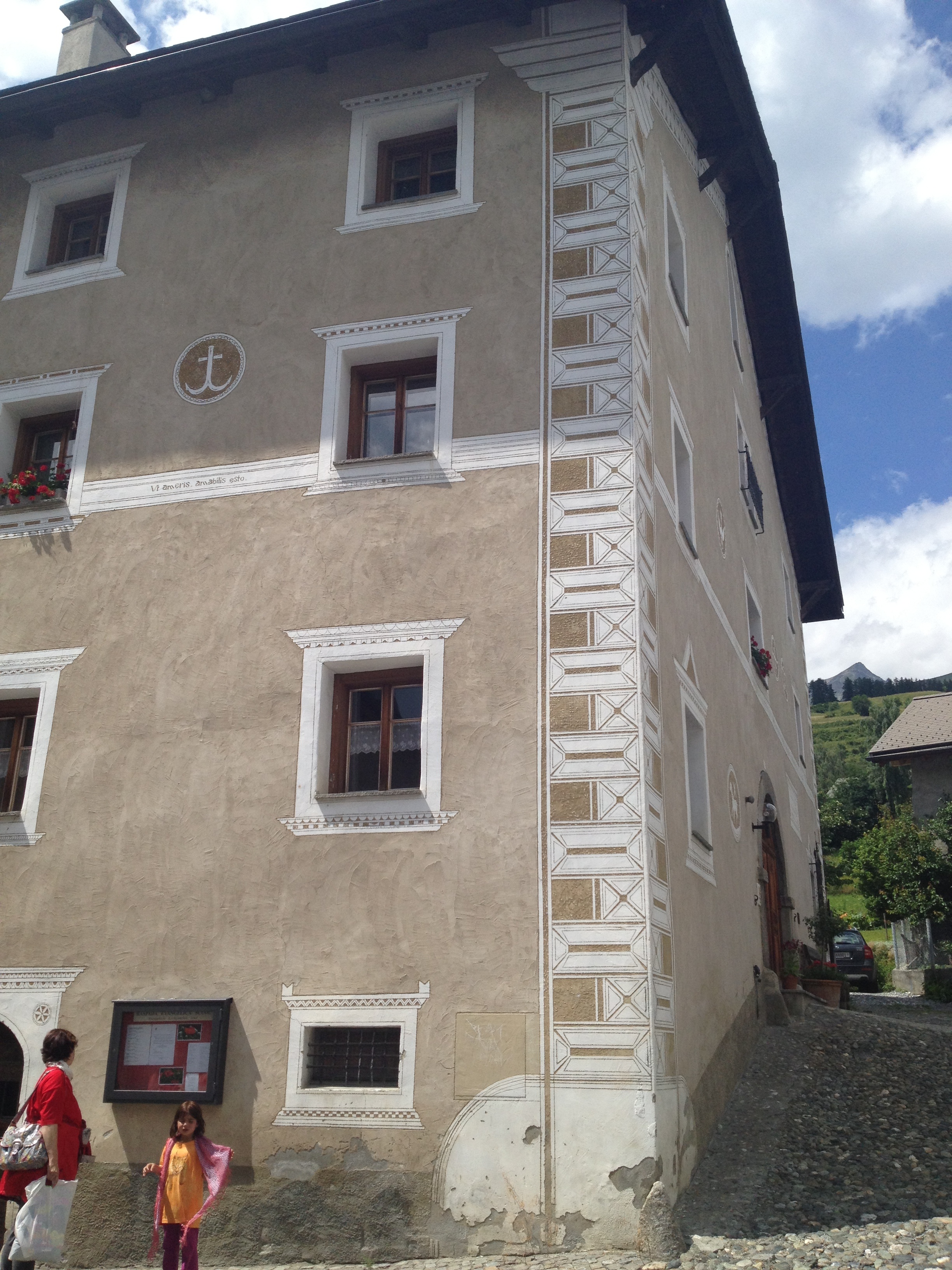
Seitenprofil mit Grössenvergleich zum Menschen

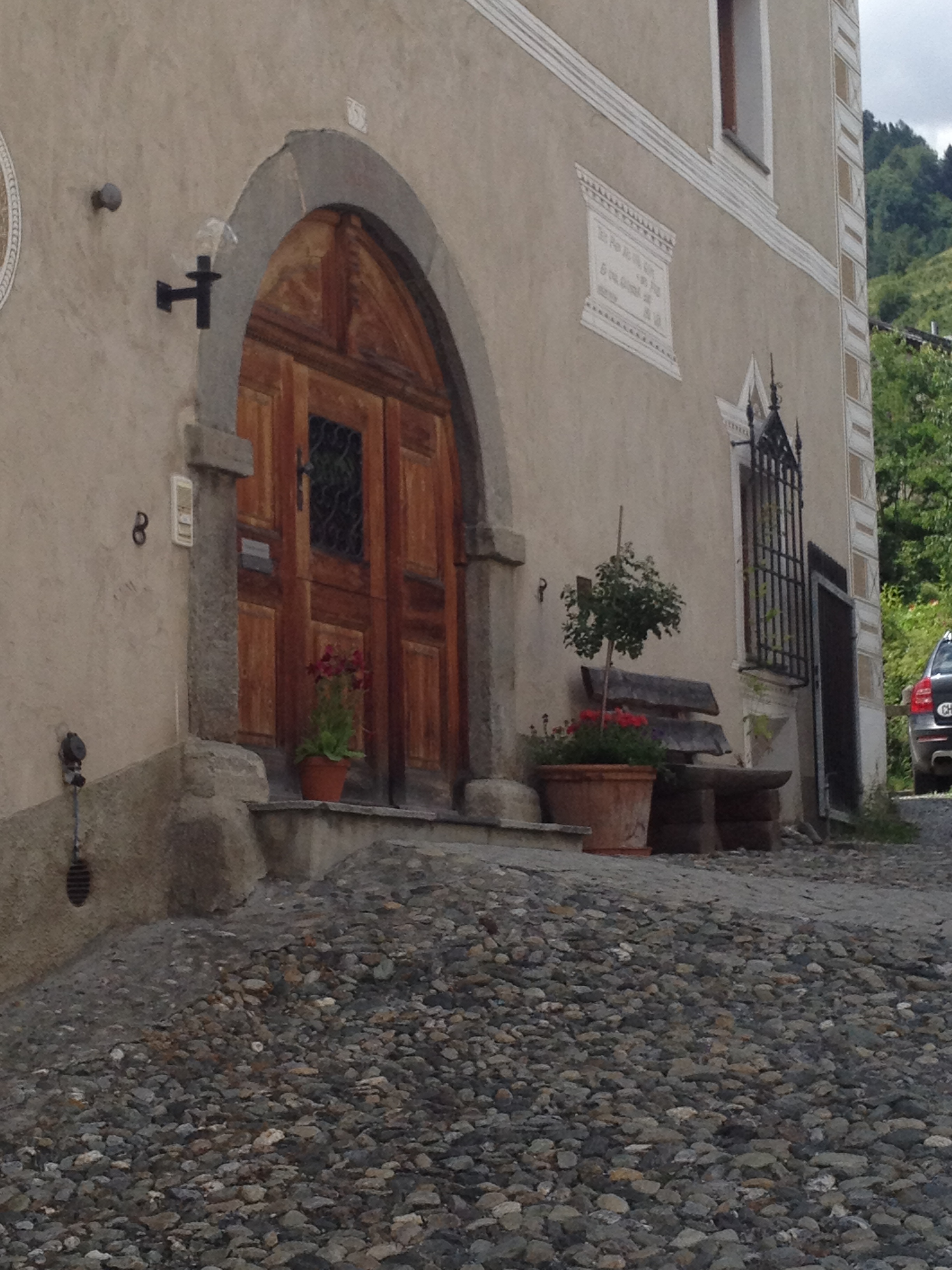
Platz vor dem Portal

Das Pfarrhaus Scuol (rätoromanisch im Idiom Vallader Chasa pravenda da Scuol) ist ein monumentales historisches Engadinerhaus unter dem Denkmalschutz des Kantons Graubünden. Es liegt im  Oberdorf des Unterengadiner Hauptortes Scuol.

## Geschichte
Das heutige als reformiertes Scuoler Pfarrhaus genutzte Gebäude wurde 1656 wenige Jahrzehnte nach den Bündner Wirren errichtet. Sein Name lautete bis 1876 Chasa Arquint (Arquint ist ein Engadiner Geschlecht).
Von 1850 bis 1875 war im Haus die Pension Zum schwarzen Adler untergebracht, von 1871 bis 1875 zusätzlich noch eine Metzgerei. 1875 kaufte die politische Gemeinde das Haus und widmete es zum Pfarrhaus um mit Pfarrwohnung und Versammlungslokalitäten.
Zu Beginn der 1930er Jahre wurde das Haus durch den Architekten Jachen Ulrich Könz renoviert.

### Besitz der Kirchgemeinde
Seit 1950 gehört das Pfarrhaus der Corporaziun evangelica da Scuol e Tarasp (= evangelische Kirchgemeinde [als öffentlich-rechtliche Körperschaft] Scuol-Tarasp).
Die angekündigte private Wohnsitznahme des Ortspfarrers im Oktober des Jahres sowie eine schwierige Finanzlage führten 2012 zu Überlegungen der Umnutzung von Teilen des Gebäudes, z. B. der privaten Vermietung.